# Thesium cornigerum
Thesium cornigerum är en sandelträdsväxtart som beskrevs av Arthur William Hill. Thesium cornigerum ingår i släktet spindelörter, och familjen sandelträdsväxter. Inga underarter finns listade i Catalogue of Life.